# اچ‌دی ۱۶۵۲۵۹
اچ‌دی ۱۶۵۲۵۹ یک ستاره است که در صورت فلکی مرغ بهشتی قرار دارد.